# Medellin (Cebu)
Medellin (Bayan ng Medellin) är en kommun i Filippinerna. Kommunen tillhör provinsen Cebu och ligger på ön med samma namn. Folkmängden uppgår till 43 113 invånare.

## Barangayer
Medellin är indela i 19 barangayer.
| - Antipolo - Curva - Daanlungsod - Dalingding Sur - Dayhagon - Gibitngil - Canhabagat - Caputatan Norte - Caputatan Sur - Kawit | - Lamintak Norte - Luy-a - Panugnawan - Poblacion - Tindog - Don Virgilio Gonzales - Lamintak Sur - Maharuhay - Mahawak |